# رابین گلادوین
رابین گلادوین (به انگلیسی: Robin Gladwin؛ ۱۲ اوت ۱۹۴۰ – ۵ سپتامبر ۲۰۲۳) یک بازیکن فوتبال اهل انگلستان بود.
از جمله باشگاه‌هایی که وی در آن‌ها، بازی کرده‌است، می‌توان به باشگاه فوتبال نوریچ سیتی اشاره کرد.
گلادوین در ۵ سپتامبر ۲۰۲۳، در سن ۸۳ سالگی در دیدکات، انگلستان درگذشت.